# Filtración de fotografías de celebridades de 2014
La filtración de fotografías de celebridades de 2014 fue un suceso ocurrido el 31 de agosto de ese año, donde una colección de casi quinientas fotografías privadas de varias celebridades fueron publicadas en el tablón de imágenes 4chan. El material, perteneciente mayoritariamente a mujeres que se mostraban desnudas, fue divulgado después por otros usuarios a través de redes sociales como Imgur, Reddit y Tumblr. Se cree que estas fotografías fueron obtenidas violando el servicio de almacenamiento en nube de Apple, iCloud. Apple posteriormente confirmó que los hackers responsables de la filtración lograron su objetivo obteniendo información de las cuentas de las víctimas, como sus contraseñas, y no a través de alguna falla del servicio iCloud.
El evento, bautizado por la prensa y los usuarios de Internet como «Celebgate» (contracción de «Celebridad» y «Watergate») o «The Fappening» (contracción de «The Happening» y «Fap»), cosechó diversas reacciones de los medios de comunicación y de las celebridades. Los más críticos consideraron la distribución de las fotografías como una grave invasión a la privacidad de las víctimas, mientras que otros cuestionaron su autenticidad. La filtración también elevó la preocupación de los analistas respecto a la seguridad ofrecida por los servicios de almacenamiento en nube, poniendo particular énfasis en su eficiencia para albergar información personal y sensible.

## Obtención y distribución
Las fotografías circularon de manera privada durante, al menos, un par de semanas antes de ser publicadas el 31 de agosto de 2014. El periódico británico Daily Mail entrevistó a usuarios anónimos de 4chan y Deadspin, quienes aseguraron que existía un grupo de hackers, comerciantes y vendedores que operó durante meses antes de la divulgación de las imágenes. El material fue obtenido desde iCloud, la plataforma de almacenamiento de Apple, la cual respalda automáticamente todas las fotografías tomadas por dispositivos iOS, como por ejemplo, los teléfonos iPhone. Posteriormente, Apple informó que la información de las cuentas de las víctimas fue obtenida atacando específicamente sus nombres de usuarios, contraseñas y preguntas de seguridad y no a través de alguna vulnerabilidad del sistema iCloud.
Los hackers responsables de la filtración, quienes se describieron a sí mismos como «coleccionistas», distribuyeron las imágenes en los portales 4chan y Anon-IB a cambio de dinero digital Bitcoin. Posteriormente, las fotografías circularon profusamente por Internet a través de otras redes, como Imgur y Tumblr. Incluso el bloguero de celebridades Perez Hilton difundió algunas de las imágenes en su sitio web, pero luego las borró y ofreció disculpas por su actuar.
Un importante centro de actividad fue el sitio web de marcadores sociales Reddit, donde se creó una sección especialmente para compartir las fotos. En solo un día, la sección registró más de 100 000 seguidores. Los administradores de Reddit fueron criticados por permitir que esto ocurriese, ya que se violaba su prohibición de difundir información personal. Debido a que la gimnasta olímpica McKayla Maroney aseguró haber posado para sus fotos cuando era menor de edad, el personal de Reddit suprimió sus imágenes y amenazó a cualquier usuario que las republicara con vetarlo permanentemente del sitio y denunciarlo por distribuir pornografía infantil. El 7 de septiembre, aduciendo conflictos de derechos de autor, Reddit bloqueó las secciones «The Fappening» y «Fappening».

## Contenido
La versión que se distribuyó originalmente contenía fotos y videos de más de cien personas, incluyendo algunas de celebridades de Hollywood. Poco después de que las fotografías fueran publicadas, varias de las celebridades afectadas realizaron declaraciones confirmando o negando su autenticidad. Entre las celebridades que confirmaron la autenticidad de sus fotografías están Jennifer Lawrence (confirmado por su publicista), Kate Upton y su novio Justin Verlander (confirmado por el abogado de Upton), Mary Elizabeth Winstead (confirmado por Twitter), Jessica Brown Findlay (confirmado por su portavoz), Kaley Cuoco (confirmado por Instagram) y Kirsten Dunst, quien además criticó el servicio de iCloud. Jill Scott confirmó en Twitter que una de las fotografías filtradas era de ella y que otra era falsa.
Entre las celebridades que negaron la autenticidad de las fotografías se encuentran Ariana Grande e Yvonne Strahovski. La gimnasta olímpica McKayla Maroney negó inicialmente la autenticidad de las fotografías en Twitter, pero luego confirmó que las fotos eran legítimas señalando además que ella era menor de edad cuando fueron tomadas. Victoria Justice negó que las fotografías fueran auténticas mas luego anunció en Twitter que iniciaría acciones legales por la filtración, la cual consideró como una invasión masiva no solo de su intimidad, sino a la de todas las celebridades afectadas. Reportes del mes de octubre indicaron que Nick Hogan fue la primera estrella masculina atacada por los hackers, sin embargo Hogan negó la autenticidad de las fotografías.
Según el experto en seguridad Nik Cubrilovic, además de las fotografías, otra información personal, como mensajes de texto, agendas, libretas de direcciones, registros de llamadas y otros datos almacenados en los teléfonos y las copias de seguridad alojadas en el servicio de almacenamiento, probablemente también fueron robados.

## Víctimas
La siguiente es una lista de celebridades afectadas por la filtración de sus fotografías privadas elaborada por el sitio web Variety Latino. Téngase presente que no todas las imágenes divulgadas han sido consideradas como genuinas y no todas las personalidades mencionadas a continuación han visto sus fotos expuestas en Internet.
- Amanda Michalka
- Alyson Michalka
- Allegra Carpenter
- Abigail Spencer
- Alana Blanchard
- Alexa Jane
- Alison Brie
- Angelina McCoy
- Anna O'Neill
- Ariana Grande
- Ashley Blankenship
- Aubrey Plaza
- Abby Elliott
- AnnaLynne McCord
- Avril Lavigne
- Amber Heard
- Becca Tobin
- Brie Larson
- Brittany Booker
- Candace Smith
- Candice Swanepoel
- Cara Delevingne
- Carley Pope
- Carmella Carcia
- Carrie Michalka
- Cat Deeley
- Carly Foulkes
- Chloe Dykstra
- Clare Bowen
- Dave Franco
- Dove Cameron
- Elena Satine
- Elle Evans
- Ellenore Scott
- Emily Browning
- Emily DiDonato
- Emily Ratajkowski
- Erin Cummings
- Erin Heatherton
- Farrah Abraham
- Gabrielle Union
- Gabi Grecko
- Hayden Panettiere
- Hope Solo
- Heather Marks
- Hillary Duff
- Jacqueline Dunford
- Janelle Ginestra
- Jennifer Lawrence
- Jessiqa Pace
- Jessica Dunford
- Jessica Ricardi
- Jesse Golden
- JoJo
- Joanna Krupa
- Jenny McCarthy
- Josie Loren
- Joy Corrigan
- Kaley Cuoco
- Kaime Oteter
- Kate Upton
- Kate Bosworth
- Kelly Brook
- Keke Palmer
- Kim Kardashian
- Kirsten Dunst
- Krysten Ritter
- Lake Bell
- Laura Ramsey
- Lea Michele
- Leelee Sobieski
- Leven Rambin
- Lisa Kelly
- Lisalla Montenegro
- Lindsay Clubine
- Lizzy Caplan
- Mary-Kate Olsen
- Mary Elizabeth Winstead
- McKayla Maroney
- Melissa Benoist
- Meagan Good
- Megan Boone
- Michelle Keegan
- Mikayla Pierce
- Misty May-Treanor
- Nina Stavris
- Rachel Nichols
- Rihanna
- Sarah Shahi
- Sahara Ray
- Sarah Schneider
- Scarlett Johansson
- Selena Gomez
- Shannon McNally
- Tameka Jacobs
- Teresa Palmer
- Uldouz
- Vanessa Hudgens
- Victoria Justice
- Wailana Geisen
- Winona Ryder
- Yvonne Strahovski